# The Comedians
The Comedians – amerykański serial telewizyjny (komedia) wyprodukowany przez Jennilind Productions, Larry Charles Projects, Tamaroa Productions, Flying Glass of Milk Productions, Fabrik Entertainment, FX Productions oraz Fox 21 Television Studios. Serial jest amerykańska adaptacją szwedzkiego serialu Ulveson and Herngren z 2004 roku. The Comedians był emitowany od 9 kwietnia 2015 roku do 25 czerwca 2015 roku przez FX.

24 lipca 2015 roku, stacja FX anulowała serial po jednym sezonie.

## Fabuła
Serial opowiada o dwóch komikach Billym i Joshu, którzy zostali połączeni razem do prowadzenia nowego programu komediowego na żywo. Obaj zbytnio nie przepadają za sobą.

## Obsada
- Billy Crystal jako Billy[3]
- Josh Gad jako Josh[4]
- Matt Oberg jako Mitch
- Stephnie Weir jako  Kristen
- Megan Ferguson jako Esme
- Dana Delany jako Julie[5]

## Odcinki
| Sezon | Sezon | Odcinki | Oryginalna emisja | Oryginalna emisja | Oryginalna emisja | Oryginalna emisja | Oryginalna emisja |
| Sezon | Sezon | Odcinki | Premiera sezonu   | Finał sezonu      | Premiera sezonu   | Finał sezonu      |                   |
| ----- | ----- | ------- | ----------------- | ----------------- | ----------------- | ----------------- | ----------------- |
|       | 1     | 13      | 9 kwietnia 2015   | 25 czerwca 2015   | brak danych       | brak danych       |                   |

### Sezon 1 (2015)
| #  | Tytuł                        | Reżyseria     | Scenariusz                                         | Premiera FX      |
| -- | ---------------------------- | ------------- | -------------------------------------------------- | ---------------- |
| 1  | Pilot                        | Larry Charles | Ben Wexler, Matt Nix, Larry Charles, Billy Crystal | 9 kwietnia 2015  |
| 2  | Come to the House            | Larry Charles | Ben Wexler                                         | 16 kwietnia 2015 |
| 3  | The Red Carpet               | Larry Charles | Andrew Secunda                                     | 23 kwietnia 2015 |
| 4  | Celebrity Guest              | David Mandel  | Ben Wexler, Matt Nix                               | 30 kwietnia 2015 |
| 5  | Go for Gad                   | Larry Charles | Laura Krafft                                       | 7 maja 2015      |
| 6  | Orange You the New Black Guy | Larry Charles | Andrew Secunda                                     | 14 maja 2015     |
| 7  | Billy's Birthday             | Larry Charles | Eric Ledgin                                        | 21 maja 2015     |
| 8  | Charity                      | Richie Keen   | Ben Wexler                                         | 28 maja 2015     |
| 9  | Damage Control               | David Mandel  | Laura Kittrel                                      | 4 czerwca 2015   |
| 10 | Misdirection                 | Larry Charles | Eric Ledgin                                        | 11 czerwca 2015  |
| 11 | Red, White & Working Blue    | Richie Keen   | Ben Wexler                                         | 18 czerwca 2015  |
| 12 | Overhear                     | Larry Charles | Dan Gregor, Doug Mand                              | 25 czerwca 2015  |
| 13 | Partners                     | Larry Charles | Ben Wexler                                         | 25 czerwca 2015  |

## Produkcja
19 marca 2014 roku, stacja FX zamówiła pierwszy sezon serialu